# Angu (cràter marcià)
Angu és un petit cràter d'impacte del planeta Mart situat a 20° nord i 105.6° est. L'impacte va causar un clavill de 2 quilòmetres de diàmetre. El nom va ser aprovat en 1988 per la Unió Astronòmica Internacional en honor d'un municipi de Zaire (actual República Democràtica del Congo).